# Sophie av Bayern
Sophie Elisabeth Marie Gabrielle von Bayern, född 28 oktober 1967 i München, Västtyskland, som dotter till prins Max von Bayern, hertig av Bayern, och svenskbördiga grevinnan Elisabeth Douglas.  Hon är på fädernet barnbarnsbarn till Kungariket Bayerns siste kronprins, Rupprecht.

## Familj
Sophie gifte sig 3 juli 1993 i katedralen i Vaduz med Alois, arvprins av Liechtenstein. Paret har fyra barn:
1. Joseph Wenzel Maximilian Maria, född 24 maj 1995
2. Marie Caroline Elisabeth Immaculata, född 17 oktober 1996
3. Georg Antonius Constantin Maria, född 20 april 1999
4. Nikolaus Sebastian Alexander Maria, född 6 december 2000